# Vojislav Đurić
Vojislav Đurić (Velika Pisanica kraj Bjelovara, 26. veljače 1925. — Beograd, 12. svibnja 1996.) bio je srpski povijesničar umjetnosti, akademik i sveučilišni profesor. Njegovi najznačajniji radovi vezani su za freskoslikarstvo i umjetnost srednjovjekovnih srpskih krajeva, a svoje kapitalno djelo „Bizantske freske u Jugoslaviji“ objavio je 1974. godine.
Rođen je u Velikoj Pisanici kod Bjelovara, 26. veljače 1925. Školovao se u Grubišnom Polju i Pakracu, gdje je pohađao osnovnu školu, dok je gimnaziju polazio u Vukovaru, Srijemskoj Mitrovici i Beogradu 1944. godine. Predavao je na Filozofskom fakultetu u Beogradu, a za redovnog profesora izabran je 1967. godine.
Za dopisnog člana SANU-a u Odjelu društvenih nauka izabran je 1970., a od 1971. godine se nalazi u Odjelu povijesnih nauka, čiji redovni član postaje 1978. godine. Na mjestu tajnika tog odjela nalazio se od svibnja 1979. do rujna 1981. godine, kada je podnio ostavku koja je prihvaćena na skupštini SANU-a. Na mjesto člana predsjedništva SANU-a izabran je 1989. godine i tu funkciju je obavljao do svoje smrti, 12. svibnja 1996.
Bio je član nekoliko odbora SANU-a:
- Hilandarski odbor (predsjednik od 1978.)
- Odbor za povijest umjetnosti (predsjednik 1977. — 1983.)
- Odbor za povijest Srba u Hrvatskoj
- MO za treći milenij
- MO za proučavanje Kosova
- Staroslavenski odbor

Važnije nagrade:
- Oktobarska nagrada Beograda (1964.)
- Herderova nagrada (1982.)
- Sedmojulska nagrada Srbije (1985.)
- Orden zasluga za narod sa srebrnim zracima (1964.)
- Orden rada s crvenom zvijezdom (1988.)